# Krška vas, Brežice
Krška vas este o localitate din comuna Brežice, Slovenia, cu o populație de 496 de locuitori.